# Semjon Michailowitsch Nachimson

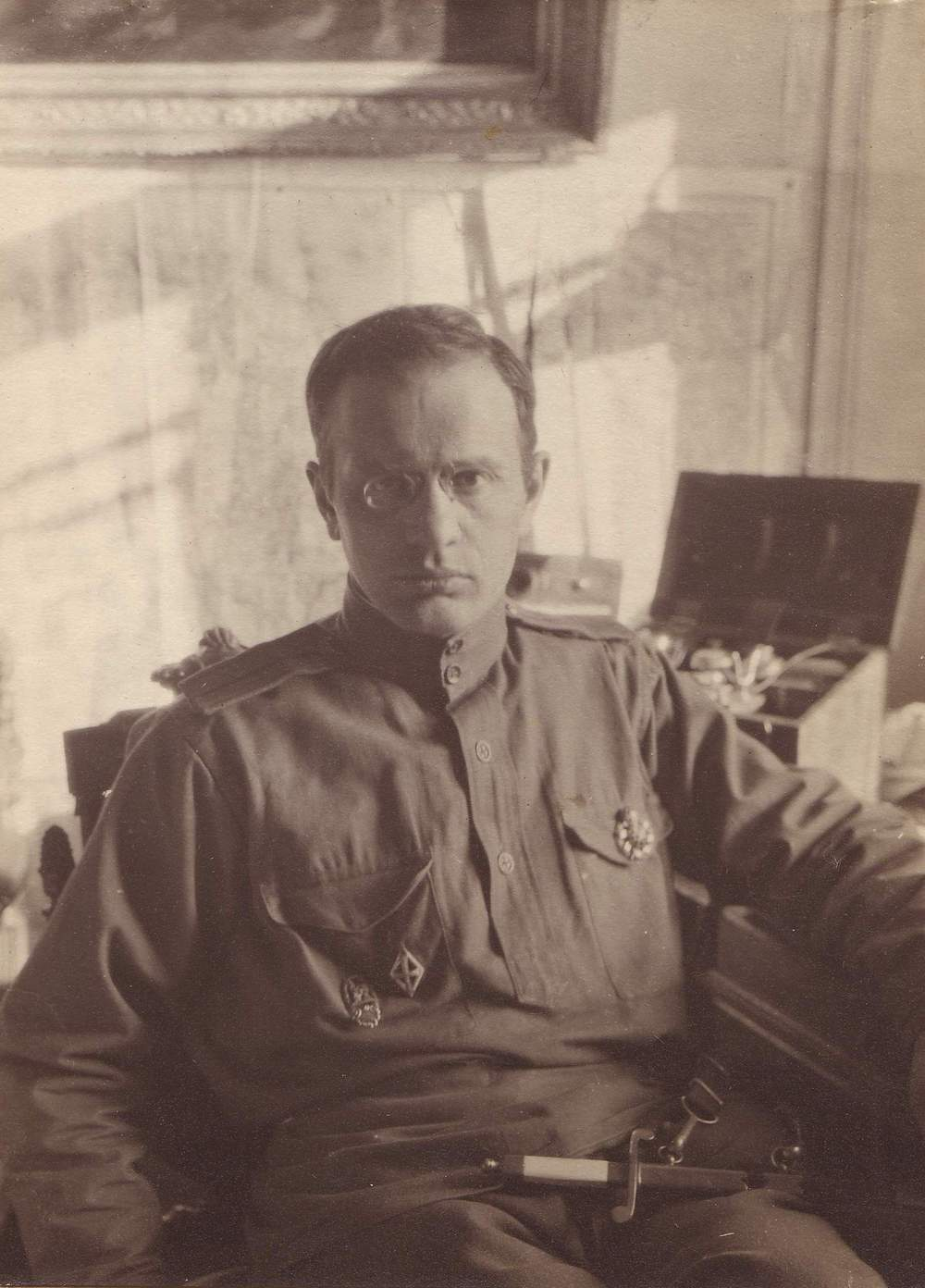
Nachimson (1917)

Semjon Michailowitsch Nachimson (lettisch Semjons Nahimsons, russisch Семён Миха́йлович Нахимсо́н; * 13. Novemberjul. / 25. November 1885greg. in Liepāja; † 6. Juli 1918 in Jaroslawl) war ein lettisch-russischer Revolutionär.

## Leben
Semjon Nachimson entstammte einer großen und einflussreichen jüdischen Kaufmannsfamilie in Liepāja. Er besuchte das örtliche Gymnasium, danach ein Gymnasium in Sankt Petersburg. Während der Russischen Revolution 1905 war er einer der Führer des Allgemeinen jüdischen Arbeiterbundes in seiner Heimatstadt und im Gouvernement Kurland. Unter der Anklage, einen Aufstand der Garnison in Liepāja vorzubereiten, wurde er verhaftet, er konnte jedoch entkommen. schon im Folgejahr (1906) konnte er nach Russland zurückkehren. Von 1907 bis 1912 studierte er an der Universität Bern Philosophie, Nationalökonomie und Medizin.
Spätestens ab 1912 war er Mitglied der Bolschewiki. Im Ersten Weltkrieg diente er ab 1915 in der Kaiserlich Russischen Armee. Nach der Februarrevolution 1917 wurde er unter anderem Mitglied des Gesamtrussischen Zentralexekutivkomitees der Sozialdemokratischen Arbeiterpartei Russlands. Im Juli 1917 wurde er nach Riga geschickt, wo er für die bolschewistische Soldatenzeitung Okopnaja Prawda (Schützengraben-Prawda) schrieb und Politkommissar der Lettischen Schützen war.
Nach der Oktoberrevolution des Jahres 1917 war Nachimson Vorsitzender des Exekutivkomitees der Soldatendeputierten und Kommissar der 12. Armee. 1918 organisierte er als Kriegskommissar des Jaroslawler Militärbezirks die dortigen Abteilungen der Roten Armee. Ab dem 2. Juli 1918 war er Vorsitzender des Exekutivkomitees des Jaroslawler Gouvernements. Während der dortigen Meuterei wurde er von Weißgardisten erschossen.